# Leptotyphlops pungwensis
Leptotyphlops pungwensis este o specie de șerpi din genul Leptotyphlops, familia Leptotyphlopidae, descrisă de Donald G. Broadley și Wallach 1997. Conform Catalogue of Life specia Leptotyphlops pungwensis nu are subspecii cunoscute.